# Just Squeeze Me (But Please Don't Tease Me)
Just Squeeze Me (But Please Don't Tease Me) è un brano musicale del 1941 composto da Duke Ellington con il testo di Lee Gaines.

## Cover
Tra gli artisti che hanno registrato il brano vi sono:
- Louis Armstrong
- Miles Davis
- Joni James
- Ella Fitzgerald
- Diana Krall
- Peggy Lee
- Jo Stafford
- Sarah Vaughan
- Mulgrew Miller & Niels-Henning Ørsted Pedersen